# 県道140号 (台湾)
県道140号（けんどう140ごう）は、苗栗県苑裡鎮から同県卓蘭鎮を結ぶ、全長34.748kmの台湾の県道である、別称は「苗栗南横公路」。

## 通過する自治体
- 苗栗県
  - 苑裡鎮
  - 三義郷
  - 卓蘭鎮
- 台中市
  - 大甲区
  - 和平区

## 接続する道路
- 台61線（房裡インターチェンジ（中国語版））
- 台1線
- 国道3号（苑裡インターチェンジ（中国語版））
- 県道121号
- 台13線
- 台3線

## 施設
- 火炎山（中国語版）
- 大安渓
- 白布帆大橋